# Robert Piguet
Pour les articles homonymes, voir Piguet.
 (août 2024).
Robert Piguet, né à Yverdon-les-Bains le 6 mai 1898 et mort à Lausanne le 21 février 1953, est un couturier et créateur de parfums vaudois.

## Biographie
Né dans un milieu très bourgeois, rien ne prédestine le jeune Robert Piguet à son futur métier de couturier. Son père — conseiller d'État et propriétaire de la banque privée Piguet — et sa mère vont lui donner, ainsi qu'à ses quatre frères, une éducation protestante rigide. Sa santé fragile l'éloigne vite de la turbulence de ses frères. D'un naturel rêveur, il ne semble pas attiré par une carrière de banquier ou de médecin, comme le souhaitent ses parents. Élève à l'école de Chailly à Lausanne, Robert Piguet étonne déjà ses petits camarades par sa véritable passion pour les chiffons. À quinze ans, il confectionne des blouses pour sa mère et ses tantes, habille les poupées de ses cousines, peint des foulards pour ses petites amies, se passionne pour la technique du batik et entrevoit obscurément le plaisir d'embellir les femmes en les habillant avec élégance. À cette vocation, il s'était vu répondre par son père : « à ton âge, j'avais plutôt envie de déshabiller les femmes ».
Toutes ses rêveries, ses fantasmes se cristalliseront le jour où, dans la salle d'attente de son dentiste, il découvre dans un numéro de l'Illustration un reportage sur la haute couture parisienne et le couturier anglais Redfern. C'est le déclic : il ira à Paris, il sera couturier. Effectivement, quatre ans plus tard, avec la complicité de son frère aîné qui le soutient, il obtient de son père l'autorisation et un petit pécule pour tenter sa chance à Paris.

### Première tentative parisienne, une faillite couronnée de succès
À l'âge de dix-neuf ans, il émigre, bien décidé à plonger dans la cour des grands de la couture. À Paris, Robert Piguet débute en ouvrant sa propre maison au 34 avenue Montaigne.
En 1920, il présente son premier défilé dans un décor oriental. Il n'y a pas beaucoup de modèles, une trentaine seulement. Quelques-uns obéissent à ce goût pour l'exotisme qui pousse les femmes à se déguiser en odalisque, telle cette jupe culotte en gaze d'argent fermée par des liens de plumes aux chevilles, portée sous une tunique noire à godets bordée de plumes d'autruches bleues, ou cette jupe lampion en tulle blanc sur fond de robe lamé bordé de fourrure noire. Il y a également une certaine audace dans le mélange des couleurs, et des tissus. Mais la plupart des modèles sont classiques fort bien coupés et de bon goût.
Robert Piguet cherche à s'attacher une clientèle bourgeoise et raffinée. Cette clientèle, il la connaît déjà. Il l'a regardé vivre. Les amies de sa mère et ses cousines, ces femmes oisives qui voyagent beaucoup dans le sillage d'un mari diplomate, banquier ou industriel, et vivent une partie de l'année à l'hôtel, dans les trains, sur les paquebots, avec le souci d'une domesticité de passage. Ce mode de vie particulier a donné au couturier l'idée de faire adopter à ces femmes privilégiées une tenue de base robe droite à taille basse ou longue jupe plissée, sur lesquelles elles peuvent ajouter à loisir une blouse sport ou une tunique peinte, et passer ainsi aisément des tribunes de Longchamp au restaurant de l'hôtel. C'est pratique, c'est charmant, c'est nouveau : l'impression de ce premier défilé est donc favorable. Lorsque ce jeune homme beau et fin vient saluer l'assemblée, il est très applaudi.
En bon fils de banquier, Robert Piguet a essayé de gérer au mieux son pécule de départ, prêté un peu à contre-cœur par sa famille, mais la location et la décoration de cet appartement de l'avenue Montaigne, l'installation des ateliers, l'achat du matériel et des fournitures, le salaire des mannequins et des ouvrières, le coût de la réception ont épuisé son budget. Certes, il a la confiance des banques et le crédit des soyeux, mais il lui faut rapidement un gain. Il faut savoir qu'à cette époque, certaines femmes de la haute société qui sont d'accord pour porter les nouveautés ne le sont pas pour les payer. Elles estiment à juste titre qu'elles servent un peu de vitrine et aident à la notoriété du couturier. Si de grandes maisons comme Worth, Lanvin, Doucet peuvent se le permettre, cela est beaucoup plus difficile pour un jeune débutant. Il subira un échec cuisant, mais formateur. Il apprend que la passion, si elle est la base de toute entreprise, ne suffit pas. Robert Piguet s'en souviendra, mais pour l'instant, il est contraint de fermer ses salons. Son père viendra discrètement solder les dernières factures et ramener son fils dans le sérail, où il espère bien lui trouver une place à la banque.

### Deuxième approche parisienne, assistant de Poiret et de Redfern
C'était sans compter sur sa véritable et impérative vocation, doublée de sa ténacité. Robert Piguet a l'avenir devant lui, il sait déjà qu'il reviendra à Paris. En effet, il y refait son entrée deux ans plus tard, mais beaucoup moins triomphale, plus humble, en tant qu'assistant. En 1922, engagé par Paul Poiret, ce couturier visionnaire qui l'introduit dans les coulisses des théâtres et de la danse. Mais en 1923, Paul Poiret, que trop de fêtes somptueuses ont miné, ferme les portes de sa maison de couture. Qu'à cela ne tienne, Robert Piguet, rebaptisé « Bob » par les amis de Poiret, s'est déjà fait remarquer par son talent dans la profession. Il est engagé par Redfern, celui-là même qui lui a donné le courage de se dire couturier. Il y restera dix ans, apprenant, outre tous les secrets de la mode, la manière de gérer une entreprise. À cette époque il dessine également des modèles de chaussures pour Bally.

### Troisième volet parisien: « le prince de la mode »
Après ce long apprentissage, il recrée sa maison à l'âge de 35 ans qu'il ouvre en 1933 rue du Cirque. Le succès est immédiat. D'emblée, il sera de ceux qui font la mode. Simplicité, rigueur, un goût de raffinement et de distinction : la griffe s'impose comme un des éléments du prestige de Paris.
En 1938, la maison déménage et investit tout un immeuble au 3 rond-point des Champs-Élysées. Sa réputation est mondiale. Dans la foulée, il ouvre une autre maison de couture à Londres, mais qu'il doit fermer en 1939 en raison de la guerre. Durant cette période difficile, il garde son atelier ouvert pendant l'occupation, tout en refusant catégoriquement de présenter sa mode à Berlin. On le dit « prince de la mode » et c'est vrai que cet homme, si soucieux d'élégance et de bon goût, a su imposer son style raffiné à la haute couture. C'est souvent allongé qu'il dicte ses instructions au studio. Il ne manquait jamais de s'effacer pour laisser le passage à une simple ouvrière mais était redouté pour ses sarcasmes qui n'épargnait même pas son épouse, l'élégante Mathilde, surnommée « moineau ». Son goût pour le choix des tissus, sa façon de leur donner formes, les coupes très techniques mais toujours classiques et élégantes lui assureront tout de suite un très grand succès. Sa formule est claire : « il cherche avant tout à faire des robes jeunes et simples qui embellissent naturellement la femme ».
Toutes les élégantes de Paris se pressent à ses portes. Robert Piguet est la star de la haute couture, il est de ceux qui font la mode. Il embauche de plus en plus d'apprentis stylistes et parmi eux, les maîtres de la couture de la fin du XXe siècle, qui ne démentiront jamais l'influence qu'il a eue sur eux. Enfin, comme toute célébrité qui se respecte, il crée dès 1945 ses parfums, grâce au nez de Germaine Cellier. Bandit (musqué), Fracas (fleuri) puis Visa et Baghari ; des parfums aux fragrances aussi originales que corsées. Si la clientèle comprend des personnalités en vue comme Florence Gould, Madame Patino, la Bégum, Lady Deterling ou la princesse de Faucigny-Lucinge, des actrices comme Edwige Feuillère ou Michèle Morgan, la solide bourgeoisie parisienne ou de province apprécie aussi la discrétion de ses petites robes noires, de ses tailleurs de flanelle grise, dont il est le maître absolu, et du charme romantique de ses robes de bal.
Plus audacieux, ses parfums Bandit et Fracas feront date, gardant encore aujourd'hui un cercle d'inconditionnelles en France et aux États-Unis.

### Robert Piguet, un maître pour de nombreux grands couturiers
La Maison Robert Piguet fut aussi une pépinière de talents où passa, entre autres, Christian Dior, engagé comme modéliste et dessinateur en 1938. « Piguet était un formidable pédagogue, un homme extraordinaire. À la fois timide et sarcastique qui savait merveilleusement guider les jeunes pour les obliger à exprimer les idées créatives qui étaient en eux. Il m'a appris qu'un dessin c'était bien, mais qu'un vêtement c'était un tissu, des couleurs, des formes, une femme qui vit à l'intérieur et que l'important ce sont les essayages ». Il reconnaîtra avoir appris de lui les vertus de la simplicité. Après le New Look, la mode avait évolué – pas lui. Il restait fidèle à la robe en crêpe de chine noire — toute droite, très sobre — avec ce sens de l'élégance distante. « Pas de nouveaux riches ici ! » avait coutume de dire Robert Piguet. Le couturier suisse sera assisté de modélistes de talent : Castillo devenu assistant en remplacement de Christian Dior appelé sous les drapeaux, Hubert de Givenchy à ses débuts, Pierre Balmain, Marc Bohan et l'américain Galanos. En 1949, la maison est dirigée par Solange d'Ayen.
Il est le premier à avoir l'idée de créer une boutique dans une maison de haute couture et présente divers accessoires dans une charrette de fleuriste.
Il est l'un des membres fondateurs des « Couturiers Associés », fondés en 1950 à l'initiative de Monsieur Gaumont-Lanvin, un neveu de Madame Lanvin. Le groupe d'origine était constitué de Piguet, la maison Paquin, Jean Dessès, Madame Carven et Jacques Fath. Dans un second temps, Pierre Balmain y a participé. L'aventure a duré trois ans. Ces « couturiers associés » ont été les premiers à éditer un prêt-à-porter luxueux, prémices au déferlement du prêt-à-porter des années 1960.

### Impliqué dans le monde de l'art
Robert Piguet était très impliqué dans la vie culturelle de son époque. Il comptait parmi ses amis Jean Cocteau, pour qui il a créé de nombreux costumes de théâtre. Christian Bérard, le fameux peintre, était aussi un de ses amis, et ils travaillèrent souvent ensemble. Comme avec Drian, qui peindra au plafond d'un de ses salons du Rond Point des Champs-Élysées une belle fresque.
Au théâtre, il habille les succès de l'époque ; Sacha Guitry, Jean Giraudoux. À la ville comme à la scène, de nombreux auteurs et comédiens qui comptent seront ses amis et clients et lui seront longtemps fidèles : Sacha Guitry, Jouvet, Giroudoux, Barrault, Jean Cocteau, Edwige Feuillère, Gabrielle Dorziat, Jean Marais.
En 1941, Jean Marais lui explique qu'il doit jouer dans Britannicus, mais qu'ils n'ont pas d'argent pour réaliser les costumes. Robert Piguet lui proposera de les créer sans rien demander en échange, ni rémunération ni publicité. Il réalisera aussi les costumes pour L'annonce faite à Marie de Claudel, La machine infernale de Jean Cocteau, des pièces de Colette et de Sacha Guitry.
Même Édith Piaf se laisse tenter par une robe noire pour sa première à l'Olympia, conçue lors d'un week-end dans la maison de campagne de Paulette, la modiste renommée des chapeaux à la mode. Colette, amoureuse des créations de Piguet, lui écrivait un jour : « demain soir, j'aurai un sac que l'heureux hasard assortit à ma cape de loutre. Mon cache-cou sera-t-il bleu ou mauve rosé ? »

### Fermeture précipitée, maladie, décès
C'est la maladie qui obligera Robert Piguet à interrompre ses activités en 1951. De haute stature et d'une grande distinction naturelle, il avait toujours été de santé fragile, ce qui explique sans doute son refus des mondanités, auxquelles il préférait l'amitié d'artistes. Il a toujours refusé à ce que la maison de couture ait un autre créateur que lui. Il n'a pas voulu que son nom devienne une marque. Il laisse soudainement 400 employés sans travail ; la vitrine de la boutique est désormais vide. Au Rond Point des Champs Élysées, un grand nom s'éteint. C'est le 15 juillet 1951 que Robert Piguet haute couture ferme définitivement ses salons au grand dam des clientes, des employés, de ses amis, et de son banquier, car la maison connaissait un succès certain. Comme promis, dans un dernier geste noble, le « prince de la mode » distribue une partie de la vente à ses 400 employés. Il décède à Lausanne (Suisse) en février 1953.

## Archives
Le Musée suisse de la mode – situé à Yverdon-les-Bains, ville d'enfance du couturier – conserve aujourd'hui les archives du couturier Robert Piguet, composées de 3 000 croquis originaux, photographies et documents d'époque.

## Piguet, parfumeur
Robert Piguet a lancé plusieurs parfums : Bandit (1944), Fracas (1948), Visa et Baghari (1950). D'autres parfums, comme Futur ou Calypso ont été lancés après la mort du couturier.
Depuis le courant des années 2000, plusieurs parfums de Piguet ont été reformulés et relancés. Ainsi, Baghari, originellement créé par Francis Fabron, a été retravaillé par Aurélien Guichard, parfumeur chez Givaudan.

## Sources
- « Robert Piguet », sur la base de données des personnalités vaudoises sur la plateforme « Patrinum » de la Bibliothèque cantonale et universitaire de Lausanne.
- Prototype : catalogue d'exposition [du 12 septembre 2008 au 31 mai 2009, Musée suisse de la Mode, Yverdon], 2008, 72 p.
- Lucienne Hubler, « Robert Piguet » dans le Dictionnaire historique de la Suisse en ligne.
- L'Hebdo, 4 septembre 2003, p. 54-55
- 24 Heures, 5 septembre 2003, p. 33